# Dârvari
Dârvari est une commune roumaine du județ de Mehedinți, dans la région historique de l'Olténie et dans la région de développement du Sud-Ouest.

## Géographie
La commune de Dârvari est située dans l'extrême sud-est du județ, dans la plaine d'Olténie (Câmpia Oltenie), à la limite avec le județ de Dolj, à 68 km au sud-est de Drobeta Turnu-Severin, la préfecture du județ.
Elle est composée des deux villages suivants (population en 2002) :
- Dârvari (1 692), siège de la municipalité.
- Gemeni (1 357).

## Religions
En 2002, 99,80 % de la population était de religion orthodoxe.

## Démographie
En 2002, les Roumains représentaient 95,40 % de la population totale et les Tsiganes 4,55 %. La commune comptait alors 1 334 ménages.
| 1992  | 2002  | 2007  |
| ----- | ----- | ----- |
| 3 121 | 3 049 | 2 869 |

## Économie
L'économie de la commune est basée sur l'agriculture (céréales), l'élevage et l'apiculture.